# Murád kán
Murád (? – 1364 ősze) az Arany Horda kánja.
A 14. század második felében az Arany Horda káoszba és anarchiába zuhant, a kánok gyors egymásutánban váltották egymást, míg valamelyik riválisuk meg nem gyilkolta őket. A Dzsingisz-leszármazott Murád mintegy két évig uralkodott.
Származása bizonytalan, a Nyikon-krónika Khidr kán fiának mondja, az Anonim Iszkander szerint a Fehér Horda kánjának, Csimtajnak volt az unokaöccse, más történészek szerint Khidr öccse volt. Mikor 1361-ben Khidr kánt a saját fia megölte, Murád is trónkövetelőként lépett fel, de csak 1362 szeptemberében gyűjtött annyi támogatót, hogy sikerrel szembeszállhasson az akkori kánnal, Kildibekkel, akit egy véres csatában legyőzött és megölt.
Uralkodását Mamajjal, a kánság legerősebb emírjével való szembenállása fémjelezte; az Arany Horda gyakorlatilag kettészakadt. A hatalmas területű állam perifériái, kihasználva a zűrzavart, sorra kiáltották ki a függetlenségüket, mint például Khorezm és a Volgai Bulgária. Algirdas litván nagyfejedelem végképp elszakította az addig is adóztatott Kijevi Fejedelemséget a Hordától és a Dnyeper alsó szakaszára is kiterjesztette a hatalmát.
1362-ben Dmitrij Ivanovics moszkvai fejedelem Murád elé járult és kérte, hogy Dmitrij Konsztantyinovics szuzdali herceg helyett őt nevezze ki vlagyimiri nagyfejedelemnek. Murád eleget tett a kérésének, de mikor a moszkvai herceg Mamajjal is elismertette az uralmát, ellene fordult és mégis inkább a szuzdali Dmitrijt támogatta. Dmitrij Ivanovics azonban ellenszegült a kán akaratának és fegyverrel kényszerítette vetélytársát, hogy elismerje Moszkva elsőbbségét a nagyfejedelmi címért vívott harcban.
1364 őszén egy újabb trónkövetelő, Amir Pulad kiűzte Murádot a fővárosából, és röviddel később egyik emírje meggyilkolta.

## Fordítás
Ez a szócikk részben vagy egészben  a(z)   Мурад (хан Золотой Орды) című orosz Wikipédia-szócikk ezen változatának fordításán alapul.  Az eredeti cikk szerkesztőit annak laptörténete sorolja fel. Ez a jelzés csupán a megfogalmazás eredetét és a szerzői jogokat jelzi, nem szolgál a cikkben szereplő információk forrásmegjelöléseként.